# Бутелло, Жорж
Жан-Жорж Бутелло (фр. Jean-Georges Boutelleau; 21 апреля 1846, Барбезьё-Сент-Илер — 22 января 1916, Париж) — французский поэт и прозаик. Автор сборников стихов, романов и драматических произведений.

## Биография

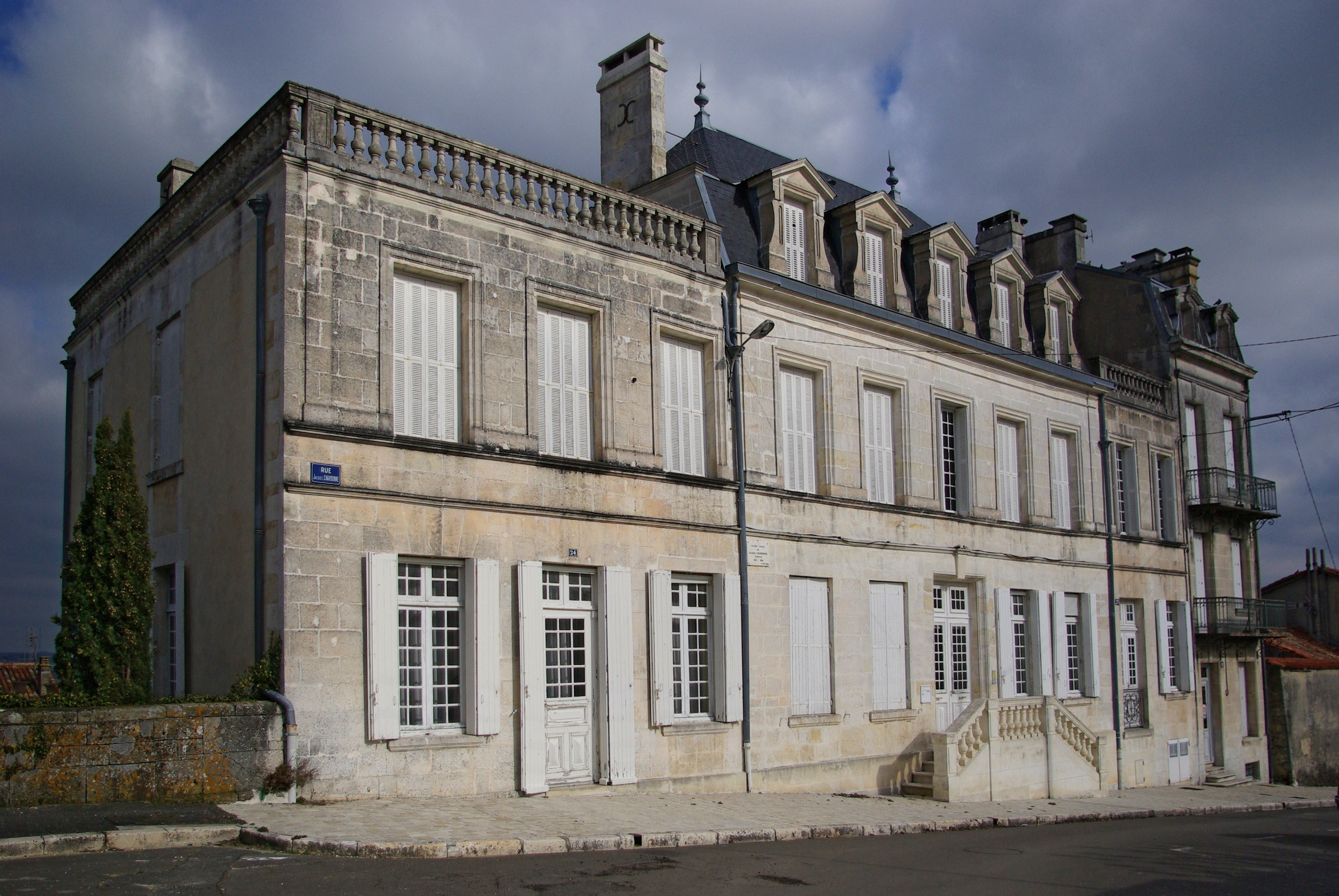
Дом Жоржа Бутелло в Барбезьё

Родился 21 апреля 1846 года в Барбезьё. Сын Эдмона Бутелло, основателя Société Vinicole, и Адель Ортанс Эрманс Маршан. После окончания средней школы в Ангулеме стал виноградарем и торговцем коньяком в Барбезьё. Женился на Анне Хевиленд, дочери Девида Хевиленда, основателя компании Haviland, производившей лиможский фарфор. У них была дочь Жермен (фр. Germaine, 1876-1956), ставшая супругой учёного Жака Деламена (фр.), и сын Жак (1884-1968), ставший писателем под псевдонимом Жак Шардонне (фр.). 
Выступал с лекциями в Барбезьё. Организовывал в своем доме культурные встречи для своих детей и их друзей.
В 1903 году переехал в Париж, где и умер в 1916 году.

## Сочинения
- 1872: Varia, poésies — золотая медаль на конкурсе в Ла-Рошели.
- 1872: Les Vies brisées, издательство Леона Ванье (фр.), Paris.
- 1879: Une nuit de noël en pleine mer, 1879
- 1880: Une fille du peuple, издательство Эдуара Дентю (фр.), Paris.
- 1881: Poèmes en miniature, издательство Альфонса Лемерра (фр.), Paris
- 1882: Méha, Ollendorf, Paris
- 1884: La Demoiselle, Ollendorf, Paris
- 1887: Américaine, Ollendorf, Paris
- 1887: Le Vitrail, poésies, Lemerre, Paris — премия Аршон-Десперуз (фр.)[4]
- 1894: Les Cimes
- 1905: Le Banc de pierre, poésies, Lemerre Paris
- 1910: Les Ciseaux, comédie en 1 acte
- 1911: L'Étoile, comédie en 1 acte, pour 5 hommes
- 1911 : Oncle Sigismond, comédie en 1 acte
- 1916: Pastels de guerre. Pastels de mer
- 1923: Poésies de Georges Boutelleau